# 楊望 (鄰水人)
楊望（？年—？年），四川順慶府鄰水縣人，明朝政治人物，嘉靖四年（1525年）乙酉科舉人，歷任長沙府推官。